# Friedrich von Gram
Friedrich von Gram (marts 1664 – 25. marts 1741 i København) var en tysk adelsmand, der blev dansk amtmand og gehejmeråd. Han var fader til Carl Christian og Friedrich Carl von Gram.
Han var søn af Eckhard von Gram til Grahlow, kurbrandenborgsk dragonkaptajn, og født i marts 1664. Han kom til Danmark i Christian V's tid og blev jagtpage. Som sådan blev han 1684 tillige med den kgl. overjæger og andre jagtbetjente af kongen sendt over til Jylland, hvor ulvene anrettede store ødelæggelser. Om rejsen over det af drivis opfyldte Storebælt og om de farer og lidelser, han udstod på den, har han selv givet en beretning. Efter at være blevet kammerjunker blev Gram forfremmet til hofjægermester i Sjællands Stift, i 1708 blev han etatsråd, fik 1714 Dannebrogordenen og blev 1718 amtmand i Frederiksborg og Kronborg Amter. I denne sidste egenskab tog Gram virksom del i de betydelige arbejder, der på den tid foretoges til dæmpning af sandflugten i egnen af Tisvilde; der gravedes en kanal, af ingeniørmajor Eberlein, og plantedes marehalm i mængde. I 1738 rejstes der til minde om sandflugtens dæmpning en mindestøtte ved Tisvilde. I 1725 var Gram medlem af den kommission, der behandlede sagen mod assessor Ryssel og præsten Trojel på Christianshavn (de havde sigtet dronning Anna Sophie og hendes slægtninge for at ville omstyrte enevoldsmagten); 11. oktober 1729 blev han gehejmeråd, 1730 overjægermester, fik Elefantordenen 20. oktober 1730 på Frederiksberg Slot, i 1732 Ordenen de la fidelité.
I København ejede han den prægtige Gramske Gård (hvor nu Hotel d'Angleterre står), der i Christian V's tid var opført af storkansler Frederik Ahlefeldt. Gram var gift 1. gang med Henriette f. de Cheusses, 2. med Charlotte Sophie f. von Hattenbach. Han døde 25. marts 1741 i København.